# 宋澤萊
宋澤萊（1952年2月15日—），本名廖偉竣，台灣作家，雲林縣二崙鄉大義村的詔安客家人，國立台灣師範大學歷史系學士、國立中興大學台灣文學研究所碩士，現為國立成功大學台灣文學系博士生。曾任教於彰化縣福興國中，也曾獲吳三連文學獎、吳濁流文學獎、時報文學獎小說推薦獎、聯合報小說獎（今改稱聯合報文學大獎）等獎項。

## 生平[5]
宋澤萊於1952年生於雲林縣二崙鄉，他的父親與祖父皆以務農為生，宋澤萊的生長背景使他看到了家族受日本殖民統治、農村中的婦女困境、農村因工業化而衰敗，並在後來的創作生涯中，將之投射入作品。
省立虎尾高中畢業後，宋澤萊進入臺灣師範大學歷史學系就讀，此時期他開始閱讀瘂弦、洛夫、沈臨彬的作品，並開始創作現代詩，第一首新詩作品〈喪葬之歌〉投稿到《中外文學》雜誌並獲得刊登。同時他也在課堂上接觸到佛洛姆（Erich Fromm）的學說，並將佛洛姆的理論移植到小說〈嬰孩〉中。此時期宋澤萊也廣泛接觸心理學、人類學、藝術等領域。
1975年大學畢業後，宋澤萊歷經三個月的鳳山步兵學校軍官訓練後，便被分發至屏東東港海防部隊，這段在南臺灣的經歷，促使他完成了《打牛湳村》、《變遷的牛眺灣》等作品；服役期間他也看到了老兵問題，並寫下了老兵的故事，收入《等待燈籠花開時》。
軍旅生涯結束後，宋澤萊進入彰化福興國中任教，此時他一面教書，一面寫作，尤其在美麗島事件後，他寫了許多和臺灣文化、文學相關的詩歌和評論，也發表了不少和宗教有相關的作品。並和朋友共同創辦《台灣新文化雜誌》、《台灣新文學雜誌》、《台灣e文藝》等雜誌，成為台灣本土意識及新文化運動的重要推手。
2006年宋澤萊進入中興大學臺灣文學研究所就讀，2009年取得碩士學位，碩士論文《台灣存在主義文學的族群性研究：以外省人作家與本省人作家為例》碩士論文《台灣存在主義文學的族群性研究：以外省人作家與本省人作家為例》。2011年發表《台灣文學三百年》，2013年，獲台灣國家文藝獎。

## 作品與特色[8]
宋澤萊的創作以小說、論述為主，也有新詩及散文問世。早期的小說受現代主義的洗禮，著重人物內心的描繪。他因《打牛湳村》系列鄉土小說，成為70年代鄉土文學論戰末期的代表性作家。
1980年代宋澤萊開始參禪，小說創作銳減，但仍發表文學評論。他先出版《禪與文學體驗》及《隨喜》介紹禪宗，之後轉向於批判以大乘佛教為主的中國佛教，出版《被背叛的佛陀》、《被背叛的佛陀續集》、《拯救佛陀：根本佛教教義精論》等書，提倡以《阿含經》傳統為主的原始佛教，並鼓勵以台語來弘法，以脫離中國佛教的影響，成為台灣佛教批判文學的先驅。
1985年宋澤萊以帶有環保意識的科幻小說《廢墟台灣》重返文壇，並獲選為當年度最有影響力的書籍。後來宋澤萊改信基督教，魔幻寫實小說《血色蝙蝠降臨的城市》等作品則將其宗教體驗融入小說中。

### 小說
《廢園》
《蓬萊誌異》
《打牛湳村》
《變遷的牛眺灣》
《廢墟台灣》
《血色蝙蝠降臨的城市》
《抗暴的打貓市》
《熱帶魔界》
《變成鹽柱的作家》

### 評述
《禪與文學體驗》
《臺灣人的自我追尋》
《臺灣人權文學論集》 
《被背叛的佛陀》(I、II集) 
《誰能當選總統》(共4集) 
《宋澤萊談文學》

### 散文
《隨喜》

### 詩集
《普世戀歌》
《福爾摩莎頌歌》
《一枝煎匙》

### 刊物創辦
《台灣新文化》
《台灣新文學》
《台灣ｅ文藝》
《台文戰線》

## 爭議
信仰
宋澤萊於1980年代參禪後，先後發表《隨喜》、《禪與文學體驗》等著作。後來宋在《被背叛的佛陀》等書的序文中表示學禪只能使自己的煩憂暫時消解，直到接觸了原始佛教，依其內容修行，發現憂愁得以解決。宋認為原始佛法與現今盛行的大乘佛教在教義上有許多差異，提倡篤信原始佛教，此說遭到大乘佛教界人士的攻擊。
1996年，宋澤萊出版《血色蝙蝠降臨的城市》，在序言中提及，宋認為自己已修行至「無餘涅槃境界」，然而，原始佛教即使解決自己內心的困擾，卻無法解決現實生活與家人的問題。此時他因緣際會來到教堂，感受冥冥之中有神靈之力召喚，於是改而信仰基督教。宋澤萊的轉變與把對信仰的見解進行寫作的方式，引起宗教界的爭議，也因評論當代佛學大師（星雲、印順、昭慧等），遭到批評。
台羅拼音
2006年，行政院教育部推出「臺灣閩南語羅馬字拼音方案」，宋澤萊時任教育部國語推行會委員，但此案的推行引起部分學界人士反彈，如國立台北教育大學台灣文化研究所教授翁聖峰便認為，「HoLo台語的教學應考量與英語拼音習慣接軌，而非使用『臺灣閩南語羅馬字拼音方案』」。

## 外部連結
- . （原始内容存档于2011-11-09）.